# Адашево
Ада́шево (рос. Адашево, ерз. Адаж) — село у складі Кадошкінського району Мордовії, Росія. Адміністративний центр та єдиний населений пункт Адашевське сільського поселення.
Населення — 651 особа (2010; 783 у 2002).
Національний склад станом на 2002 рік:
- мокшани — 94 %

У присілку народився Герой Радянського Союзу Євішев Григорій Лук'янович (1912-1979).